# Ancistrachne uncinulata
Ancistrachne uncinulata är en gräsart som först beskrevs av Robert Brown, och fick sitt nu gällande namn av Stanley Thatcher Blake. Ancistrachne uncinulata ingår i släktet Ancistrachne och familjen gräs. Inga underarter finns listade i Catalogue of Life.